# 伊藤静 (漫画家)
伊藤 静（いとう しずか、1974年10月18日 - ）は、日本の漫画家。女性。長野県出身。

## 来歴
京都精華大学デザイン学部卒業後、「49days」で2004年前期（第45回）ちばてつや賞一般部門大賞を受賞。2006年に『モーニング』（講談社）での短期集中連載「福助」でデビュー。
2009年に『モーニング』にて「なんじゃもんじゃ」を開始し、2010年4月に連載が終了。
2010年には「福助」がフジテレビ系でテレビドラマ化されている。
尊敬する漫画家は高野文子。

## 作品リスト

### 連載
- 福助（『モーニング』2006年53号[3]、2007年1号[3] - 11号[3]、32号[6] - 42号[6]、全2巻）
- なんじゃもんじゃ（『モーニング』2009年12号[4] - 2010年18号[5]、全6巻）
- モンスターフェイク（『モーニング』2011年24号[7] - 26号、44号[8] - 51号、2012年[9]） - 不定期掲載、単行本未収録
- とこよかくりよ（『モーニング・ツー』2013年1月号[10] - 2014年1月号[11]、全2巻）
- 三十路飯（『ヒバナ』2015年創刊号[12] - 2017年9月号、全3巻）
  - 三十路飯 肉（『月刊!スピリッツ』2018年7月号[13] - 2019年8月号[14]、全2巻）
- 山田飯（『ゴラクエッグ』2017年5月22日[15] - 2018年2月28日、全1巻）
- 常世幽世 GHOST EATER（『ヤングキングBULL』2019年8月号[16]、2019年10月号[17] - 2020年10月号[18]、既刊1巻） - 読み切りから連載化[17]
- 優しい声よりメシがいい（『ヤングキングBULL』2020年12月号[19] - 2024年3号[20]、全6巻）
- 美味の異国飯（『Webアクション』2024年9月27日[21][22] - 、既刊1巻）
- すたんどあっぷ（『ヤングキングBULL』2025年2号[23] - ）

### 読切・短期連載
- 49days - デビュー作[要出典]
- 寝ズ見の番（『イブニング』）
- 橘三兄弟のばか（『ガールズジャンプ』[24]、2010年）
- 隣の囀（『近代麻雀』）
- うたかたの家（『ヤングキングBULL』2019年3月号[25]）
- VR（アンソロジー『怖異事典2020』収録[26]）
- シウマイ弁当（『ヤングキングBULL』2025年11号[27]）
- お好み焼き（『ヤングキングBULL』2025年12号[28]）
- イケメン冷麺（『ヤングキングBULL』2025年16号[29]）

## 関連人物
うめ
師匠。
高橋しん
師匠。
青木幸子
『モーニング』の近況やブログなどでコメントしている。
とりのなん子
とりのの『とりぱん』で登場している。